# Ozyptila inglesi
Ozyptila inglesi är en spindelart som beskrevs av Schick 1965. Ozyptila inglesi ingår i släktet Ozyptila och familjen krabbspindlar. Inga underarter finns listade i Catalogue of Life.